# Neriz
Neriz (Neyriz) é uma cidade da província de Fars no sul do Irã. O nome também é usado para o distrito em que está situada e para o Lago Bakhtegan. A cidade foi localizada em suas margens, mas devido ao encolhimento do lago de sal está agora ao seu sudeste. No século XIX, o povo de Neriz se uniram ao Babismo, e foram perseguidos pelo governo. Sua população é de 45 506 habitantes.